# Capellanía (Coclé)
Capellanía es un corregimiento del distrito de Natá en la provincia de Coclé, República de Panamá. La localidad tiene 4.512 habitantes (2010).